# Basht
Bāsht (farsi باشت) è una città dello shahrestān di Basht, circoscrizione Centrale, nella provincia di Kohgiluyeh e Buyer Ahmad. Aveva, nel 2006, una popolazione di 8.269 abitanti.